# Mecalco
Mecalco är en ort i Mexiko.   Den ligger i kommunen Milpa Alta och delstaten Distrito Federal, i den sydöstra delen av landet, 30 km söder om huvudstaden Mexico City. Mecalco ligger 2 553 meter över havet och antalet invånare är 157.
Terrängen runt Mecalco är huvudsakligen kuperad, men åt nordost är den platt. Terrängen runt Mecalco sluttar norrut. Runt Mecalco är det tätbefolkat, med 411 invånare per kvadratkilometer. Närmaste större samhälle är Xochimilco, 12,4 km nordväst om Mecalco. Trakten runt Mecalco består till största delen av jordbruksmark.